# 林由美香
林 由美香（はやし ゆみか、1970年6月27日 - 2005年6月26日）は、日本のAV女優、女優、政治活動家。本名は小栗 由美香。
ピンク大賞女優賞を2度受賞。主にピンク映画とアダルトビデオで1980年代から2000年代にかけて活躍した。松中由美香という名前での作品もある。

## 経歴
東京都出身。1989年5月、小栗由美香名義で出演したカラミなしのアダルトビデオ『ドクドクどっきん身体検査』（テン・ビデオ、名取あやと共演）でAVデビュー、翌6月に林由美香名義の『しがみつく18歳 お嬢様はしたない』（ミス・クリスティーヌ）で本格デビューした。正統派美少女のルックスを持ちながらもハードプレイを次々とこなすというアンバランスさで、一躍、人気を博した。
1990年、『ラスト尿』（カンパニー松尾監督）を最後に親バレのため、一度、引退するが（実際は1991年に入ってからリリースされたビデオあり）、1992年に代々木忠監督の『性感Xテクニック特別版 林由美香VS代々木忠』で復活。その後も主役、脇役を問わず数多くのアダルトビデオに出演し、その数は計200本を超えている。
ピンク映画にも、1989年の『貝如花 獲物』（笠井雅裕監督）を初めとして数多く出演。コメディからシリアスなものまでしっかり演じることが出来る女優として、低迷するピンク映画界を支え続けた。
『ビデオ情報』1990年2月号で、林由美香完全カタログとして特集された。
1993年10月1日、サトウトシキ監督の『ペッティング・レズ 性感帯』（後に『ナオミ 気持ちよくてとろけそう』に改題）に出演。1993年度第6回ピンク大賞作品賞および女優賞を受賞。
1994年9月、井上あんり（党首）や五十嵐いずみ（幹事長）、有希蘭ら現役AV女優20名を含む80名と共に、1995年の第17回参議院議員通常選挙への出馬を目指し「AV新党」（ABLE VOLUNTEER新党）を結党。「政治からモザイクを無くせ」を合言葉に、AVなどポルノ作品での陰部のモザイク処理禁止や、日本国憲法第9条改定による軍隊保持、消費税増税などを訴え、ダイヤルQ2による情報提供や『タモリ倶楽部』での擬似政見放送などを行なったものの、1995年の第17回参院選には不出馬、AV新党の活動は立ち消えとなった。
1995年に六本木の性感ヘルス「メデューサ」に在籍していた。
1997年のアダルトビデオ作品『東京〜礼文島41日間ツーリングドキュメント わくわく不倫旅行　200発もやっちゃった！』は、実際に不倫関係にあった平野勝之監督と共に、東京から北海道の礼文島まで自転車旅行した記録を元にしたドキュメンタリーであるが、『自転車不倫野宿ツアー 由美香』のタイトルで劇場公開され、話題となった。林由美香の死後、『由美香 コレクターズ・エディション』(2006年; ASIN B000JMJX6Q)、『由美香』（2012年; ASIN B007PL88DI) としてDVD化された。
1998年の『愛しのAVギャル〜林由美香編』は、平野勝之監督と林由美香の一泊二日の自転車小旅行。
1999年10月21日、テレビドラマ『日曜日は終わらない』（NHK）に準主役として出演。本作品は、カンヌ国際映画祭「ある視点」部門に招待された。林由美香の死後、2005年10月22日から映画館で劇場公開された。
2004年3月9日に主演したピンク映画『熟女・発情 タマしゃぶり』（いまおかしんじ監督）では、年下の彼氏に熱を上げる熟女を演じた。その後、作品は『たまもの』と改題の上、2004年11月20日に東京都渋谷区の映画館「ユーロスペース」で一般公開され、2005年3月25日にDVD(ASIN B0007OE7HG) も発売された。圧倒的な投票数により2005年4月、第17回ピンク大賞の女優賞を受賞した。ドイツのライプツィヒ国際映画祭、韓国のチョンジュ国際映画祭、フランクフルト・ニッポンコネクションなどにも招待される等、林の代表作となった。
2005年6月28日、自宅で亡くなっているのが発見された。警察発表によれば、死因は事件性や事故性の無い自然死で、死亡推定時刻は誕生日1日前の6月26日22時とされている。死因については当初、憶測を呼び、一部報道では自殺説なども出ていた。直前に主演作として撮り終えていた、長年の親友である吉行由実監督のピンク映画『ミスピーチ 巨乳は桃の甘み』が遺作となった。『報道ステーション』の亡くなった著名人を追悼する「さよなら…」で林の特集も放送された。2006年4月に、林由美香は第18回ピンク大賞特別賞を受賞。
2005年7月1日に通夜が行われた。友人、知人、仕事関係者等、およそ600名が東京の新板橋駅前ホールに参列した。業界著名人も数多くおり、AV監督では代々木忠、平野勝之、本橋信宏、伊勢鱗太朗、バクシーシ山下、AV男優では平本一穂、山本竜二、速水健二、AV女優では小室友里等がいた。
2006年10月12日、林の全仕事の掲載を目指し、全出演作品、本人のインタビューなどを集めた書籍「女優・林由美香」が刊行された。2007年4月に本書籍が第19回ピンク大賞特別賞を受賞。
2009年7月11日より、ドキュメンタリー映画監督・松江哲明による林由美香最新作『あんにょん由美香』がポレポレ東中野にてレイトショー公開された。2000年に林由美香が主演した、ユ・ジンソン監督の日韓合作映画『東京の人妻 純子』（동경 유부녀 준꼬）をメインの題材に取り上げ、元々、台本にはあったが撮影しなかった「誰も純子を所有することができないと思う」というラストシーンをユ・ジンソン監督に制作してもらい、『あんにょん由美香』のラストシーンとしている。
2011年9月3日、平野勝之監督、庵野秀明プロデュースによる、林由美香を題材とした作品『監督失格』が公開された。
2012年11月、母親の小栗冨美代が死去。小栗冨美代は、ラーメンチェーン店「野方ホープ」の運営会社であるSORYUの代表取締役社長であったが、由美香の実弟(異父姉弟)である小栗栄行が引き継ぎ、2022年まで社長職を務めた。

## 作品

### 雑誌
- ビデオボーイ Vol.61 1989年5月号 ※ 本名の小栗由美香の名義。

### アダルトビデオ
- ドクドクどっきん身体検査 (1989年5月)
- しがみつく18歳 お嬢様はしたない (1989年6月)
- レイプショック・卍密室(1989)
- 禁肉湿(1989)
- 硝子の天使 引き裂かれた由美香 (1989)
- 糞尿家族 ロビンソン(V&Rプランニング) - 監督:安達かおる
- 全国縦断 男優さんが来た！第4弾 (1990年1月1日)
- ジーザス栗と栗鼠スーパースタースペシャル　林由美香 (1990)
- 口全ワイセツVII 林由美香 (1990)
- 逆ソープ天国5 林由美香 (1990年4月5日)
- FUCK トゥ・ザ ティーチャー 松本まりな (1990年6月23日)
- ラスト尿 (1990)
- 性感Xテクニック特別版 林由美香VS代々木忠 (1992)
- 糞尿家族 ロビンソン2 (1993年2月21日、V&Rプランニング) - 監督:安達かおる
- 服従学園IV 血桜組二代目襲名 (1995)
- 東京〜礼文島41日間ツーリングドキュメント わくわく不倫旅行　200発もやっちゃった！ (1997)
- 愛しのAVギャル〜林由美香編 (1998)
- 愛欲 女18才 男52才 教え子の肉体に溺れた担任教師 (2003)
- 集団女子校ジャック もし凶悪犯が立てこもった教室にM女が多かったら (2004年12月8日)
- エクストラミセスバーチャ VOL.15 林由美香
- SEXに飢えた猟奇の群れ 肉欲獣

## 出演

### テレビドラマ
- 日曜日は終わらない （1999年、NHK） - 準主役

### 映画
- 貝如花 獲物（1989年）
- ペッティング・レズ　性感帯（1993年）別題：ナオミ[7]
- 誕生日（1993年、国映）別題：痴漢電車　いやらしい行為[7]
- 七人の熟女(R15+)（1994年）
- 最新!!性風俗ドキュメント（1994年、新東宝映画）[7]
- 濃密愛撫　とろける舌ざわり（1995年、新東宝映画）[7]
- オールナイトロング3 最終章 （1996年、大映）
- 好色くノ一忍法帖 ヴァージン・スナイパー 美少女妖魔伝（1997年）花風役[8]
- 借王シャッキング4（1998年）リカ役[9]
- 発情娘 糸ひき生下着（1998年、大蔵映画） - マリカ役[7]　※別題：ベストフレンド
- 東京の人妻 純子（2000年） - 主演 純子
- 飯場で感じる女の性（キャラバン野郎７）（2000年、大蔵映画）[7]
- スチュワーデス　腰振り逆噴射（2002年、大蔵映画）※別題：スッチー菜々子の玉の輿大作戦！[7]
- 宿 YADO（2002年）美緒役[10]
- ビタースイート　濃厚不倫（2004年）
- 熟女・発情 タマしゃぶり（2004年、国映） - 主演　 ※別題：たまもの[7]
- 思い出がいっぱい（2004年）
- 深海獣レイゴー （2005年） - モモカ役
- 帰ってきた　刑事（でか）まつり（2005年）※オムニバス
- 「四谷怪談」でござる（2005年）
- 情無用の刑事（でか）まつり（2005年）※オムニバス[11]
- ミスピーチ 巨乳は桃の甘み（2005年）[12]-ミキ 役
- あんにょん由美香（2009年、SPOTTED PRODUCTIONS）[13][14]
- 監督失格 （2011年、東宝映像事業部）[15]

## 書籍

### 関連書籍
- 『女優・林由美香』（監修：柳下毅一郎　編集：直井卓俊、林田義行　発行元：洋泉社） ISBN 4862480721
- アップル通信 1989年9月号（表紙）

## CD
- Beppin -グラビアのアイドルたち-Vol.2（1992年1月21日、PLATZ PLCP-302）
  - 1. 秘密の想い出(渡辺由架)
  - 2. モノローグ～フォトジェニックはおまかせ(渡辺由架)
  - 3. と・き・め・き(沢口梨々子)
  - 4. モノローグ～スターライト・キス(沢口梨々子)
  - 5. 親友・恋人宣言(吉永里美)
  - 6. モノローグ～保健室は秘密の場所(吉永里美)
  - 7. 愛を抱きしめて(林由美香)
  - 8. モノローグ～南の島であなたと…(林由美香)
  - 9. フィナーレ～プリティー・エッセンス(渡辺由架，沢口梨々子，吉永里美，林由美香)